# とみさわ千夏
とみさわ 千夏（とみさわ ちなつ、本名：富沢 信一、1959年1月10日 - ）は、日本の漫画家。青森県西津軽郡深浦町出身。

## 来歴
1979年、第3回フレッシュジャンプ賞で『ツエルブ（TWELVE）』が入選し「週刊少年ジャンプ」で漫画家デビュー。秋本治のチーフアシスタントをしながら漫画家を目指し、『葛飾Q』(『YOUNG YOU』、集英社）で連載デビュー。

## 作品
- ポンコツ19 全2巻
- 雨のカーウォッシュ（短編集）
- G.P.（『少年KING』、少年画報社、ヒットコミックス、全3巻）
- 葛飾Q 全2巻（『YOUNG YOU』、集英社）
- 葛飾OL隊（『YOUNG YOU』、集英社）
- てやんでいBaby 全7巻
- P女子寮のネコ（集英社、SCオールマン、全6巻）
  - P女子寮のネコである（『ビジネスジャンプコミックス』、集英社、全7巻）『P女子寮のネコ』の続編。
- プリーズ・フリーズ・Me 全4巻
- 金魚のフン 全5巻
- 思い出つまんで
- 霊NO少年ギー
- ふんわり夜話　欲望のサイン（芳文社）
- ドキドキの時間（『週刊ポスト』（小学館）2013年 - 2017年、ビッグコミックス、全8巻）
- 恐竜少女テラノちゃん
- そこまでだぜハニー
- ポルノ・グラフィティ（短編集、全2巻）
- ラッキーな瞬間（小学館、ビッグコミックス、2019年11月 - 2021年、既刊2巻）

### 漫画原作
- My Pure Lady お願いサプリマン（作画：八月薫、『漫画アクション』（双葉社）2006年 - 2015年、アクションコミックス、全21巻）

## 関連人物
- 秋本治 - とみさわの師匠。アシスタント時代[1]、『こちら葛飾区亀有公園前派出所』作中に何度も名前が出ている。